# رضا شعبانی
رضا شعبانی (متولد ۵ خرداد ۱۳۱۷ در صمغ‌آباد) مورخ، پژوهشگر تاریخ و استاد دانشگاه شهید بهشتی است.
شعبانی دوره شش ساله ابتدایی را در روستای محل تولد خود و روستای دنبلید سپری کرد و سپس برای ادامه تحصیل به تهران آمد. دوره متوسطه را در دبیرستان‌های قریب و مروی به پایان برد و در ادامه، در دانشسرای عالی تهران در رشته تاریخ و جغرافیا به تحصیل کرده و لیسانس گرفت. با انحلال دانشسراهای عشایری کشور رضا شعبانی به اصفهان منتقل شد و در دانشگاه اصفهان به تدریس تاریخ تمدن و فرهنگ ایران پرداخت. در سال در امتحان فوق لیسانس تاریخ دانشگاه تهران شرکت کرد و پس از اخذ دانشنامه فوق لیسانس، در سال ۱۳۴۶ برای تحصیل در مقطع دکترای تخصصی تاریخ به فرانسه رفت و در دانشگاه سوربن به تحصیل پرداخت. سپس به مدت پنج سال در دانشگاه كمبريج انگلستان به تدريس تاريخ سرگرم شد.پس از آن به کشور بازگشت و به تدریس در دانشگاه اصفهان و دانشگاه ملی (شهید بهشتی) مشغول شد.دكتر رضا شعبانی را بايد برجسته‌ترين متخصص تاريخ ايران در روزگار افشاريه دانست.از مشاغل علمی او، افزون بر ۲۴ چهار سال تدريس در دانشگاه‌های كشور، میتوان به مديريت گروه تاريخ دانشگاه‌های علوم و تحقيقات و دانشگاه شهيد بهشتی و نيز گروه تاريخ مركز تحقيقات فارسی ايران و پاكستان، در اسلام آباد، اشاره كرد.وی در سال ۱۳۸۹ چهره ماندگار نام گرفت. 
دكتر شعباني در ساليان پُربار زندگی، موفق به نگارش بيش از ۲۰۰ مقاله به زبان‌های فارسی، فرانسوی و انگليسی و تاليف بيش از 20 عنوان كتاب شده است. اغلب آثار دانشورانه او متمركز بر تاريخ افشاريه است. تاليفات دكتر شعبانی را میتوان به پنج دسته تقسيم كرد: 
تصحيح متون
پژوهش‌های تاريخی درباره سلسله‌های افشاريه و زنديه
تاريخ ايران باستان
تاريخ عمومی ايران
تك‌نگاری ها و مجموعه مقالات و موضوعات پراكنده. 

## گفتاوردها
- «به نظر من کسی که ادبیات را نخواند، تاریخ را هم نخواند بهتر است.»[۱]